# Fiebre de las Montañas Rocosas
La fiebre de las Montañas Rocosas es una zoonosis producida por la bacteria Rickettsia rickettsii, un microbio que presenta algunas diferencias respecto de las bacterias y los virus. Rickettsia rickettsii es una bacteria intracelular (obligado) que se transmite a los seres humanos por las garrapatas. Esta bacteria se ha caracterizado previamente como el agente causal de la fiebre maculosa de las Montañas Rocosas (FMR).
La FMR es endémica en muchas zonas boscosas de los Estados Unidos, así como partes de Centro y Sur América. La FMR es la más grave de las fiebres manchadas con el aumento de la prevalencia en los Estados Unidos. Su distribución geográfica es principalmente en Occidente, siendo el vector de transmisión la garrapata. Cada año, se notifican menos de 50 casos en el estado de Nueva York. De acuerdo con los datos actuales, la mayoría de las infecciones por rickettsias puede ser controlado por el tratamiento con antibiótico de amplio espectro (apropiado) si se diagnostica a tiempo; sin embargo,  el 20 % de los casos diagnosticados o no tratados resulta  mortal a causa de la infección aguda diseminada endotelial vascular y daños. Ahora, más de cien años después, la misma  enfermedad sigue siendo una amenaza peligrosa  incluso para los individuos más sanos debido a las dificultades de diagnóstico. Por otra parte, se ha predicho que la temperatura aumenta debido  al cambio climático global lo que conllevará una distribución más generalizada de rickettsiosis, además de la FMR.

## Síntomas
Los síntomas incluyen fiebre, dolor de cabeza y dolor muscular. También puede aparecer un sarpullido, frecuentemente con piel ennegrecida o con costras en el lugar de la picadura de la garrapata.
Las personas pueden sufrir:
- Áreas de dolor: abdomen, articulaciones o músculos
- Todo el cuerpo: fiebre, escalofríos o pérdida de apetito
- Gastrointestinales: náusea o vómitos
- Piel: erupciones o manchas rojas
- También comunes: dolor de cabeza, enrojecimiento del ojo, salpullido en las palmas de las manos y plantas de los pies o sensibilidad a la luz

## Epidemiología
La fiebre de las Montañas Rocosas es frecuente en la región este de EE. UU., los niños son quienes más frecuentemente sufren esta enfermedad, y en la región oeste, la incidencia de la enfermedad es mayor en los hombres adultos. La incidencia de la enfermedad guarda relación directa con la exposición a ambientes o mascotas infestados por garrapatas. La mayoría de los casos del estado de Nueva York ocurrió en Long Island. Está presente tan al norte como Canadá, y al sur Centroamérica, y partes de Sudamérica. 
La enfermedad se contagia a través de la picadura de una garrapata infectada. En Nueva York, el vector más común es la garrapata americana del perro (Dermacentor variabilis). También puede transmitirse por la contaminación de la piel con sangre o heces de la garrapata. El contagio de persona a persona no existe. También son vectores: Dermacentor andersoni, Rhipicephalus sanguineus, Amblyomma cajennense.
En general, un ataque confiere inmunidad permanente.

## Patogenia

### Entrada al hospedador
Rickettsia rickettsii se puede transmitir al huésped humano por la picadura de una garrapata infectada. Como con otra bacteria transmitida a través de las garrapatas, el proceso requiere generalmente un período de unión de 4 a 6h. Sin embargo, en algunos casos, una infección Rickettsia rickettsii ha sido adquirida por el contacto con los tejidos o los fluidos de las garrapatas. Entonces, las bacterias se internalizan en las células huésped mediante un mecanismo de invasión mediada por el receptor.
Los investigadores creen que este mecanismo es similar a la de Rickettsia conorii. Esta especie de Rickettsia utiliza una proteína de la superficie celular abundante llamada OmpB para unirse a una proteína de membrana de la célula huésped llamado Ku70. Previamente se ha informado de que Ku70 migra a la superficie de la célula huésped en presencia de Rickettsia. Entonces, Ku70 se ubiquitino por c-Cbl, una ubiquitina ligasa E3. Esto desencadena una cascada de eventos de transducción de señales que resulta en el reclutamiento compleja de Arp2 / 3 Cdc42, la proteína tirosina quinasa, phosphoinositide 3-quinasa, y la familia Src quinasas luego activa Arp2 / 3. Esto hace que la alteración del cito esqueleto de la actina se hospede  en el sitio de entrada como parte de un mecanismo de cremallera. Entonces, las bacterias están  fagocitadas por la célula huésped y envueltas por un fagosoma.
Los estudios han sugerido que rOmpB está involucrado en este proceso de adhesión e  invasión. Las dos proteínas rOmpA y rOmpB son miembros de una familia de antígenos celulares de superficie (SCA) que son proteínas autotransportadoras; actúan como ligandos para las proteínas OMP y se encuentran en todas las rickettsias.

### Escape del fagosoma
El citosol de la célula huésped contiene nutrientes, trifosfato de adenosina, aminoácidos y nucleótidos que son utilizados por las bacterias para el crecimiento. Por esta razón, así como para evitar la fusión fagolisosómico y la muerte, rickettsias deben escapar del fagosoma. Para escapar del fagosoma, las bacterias secretan fosfolipasa D y hemolisina C. Esto provoca la interrupción de la membrana fagosomal y permite que las bacterias se escapen. Tras el tiempo de generación en el citoplasma de las células huésped, la bacteria utiliza la motilidad de la actina a moverse a través del citosol.
Rick A, expresada en la superficie de la célula,  activa Arp2/3 y provoca la polimerización de la actina. Las rickettsias utilizan la actina para propulsarse en todo el citosol a la superficie de la célula huésped. Esto provoca que la membrana de la célula huésped se  deforme  hacia el exterior y luego se invagina en la célula adyacente. Las bacterias son capaces de propagarse de célula a célula.

### Consecuencias de la infección
Rickettsia rickettsii migra hacia los órganos vitales tales como el cerebro, la piel y el corazón. La replicación binaria subsiguiente causa  perforación de las paredes de los vasos dentro de las células huéspedes. El daño infligido por las bacterias a menudo resulta en la hiperplasia y luego la apoptosis de la célula infectada.

## Cuadro clínico
Los síntomas suelen aparecer a dos semanas de la picadura de una garrapata infectada. La FMMR se caracteriza por una fiebre alta o moderada repentina (que puede durar entre dos y tres semanas), dolor de cabeza intenso, fatiga, fuertes dolores musculares, escalofríos, delirios y alucinaciones graves, dificultad para articular palabras y erupción en la piel. La erupción comienza en piernas o brazos, puede incluir las plantas de los pies o las palmas de las manos, y extenderse rápidamente al tronco o al resto del cuerpo.
Otras manifestaciones menos frecuentes incluyen aumento de volumen del hígado o del bazo, descenso en el número de plaquetas y coagulación intravascular diseminada que puede ser mortal.

## Tratamiento
Algunos antibióticos, como la  tetraciclina o el cloranfenicol, pueden ser eficaces para el tratamiento de esta enfermedad.